# 22 Baza Lotnictwa Taktycznego

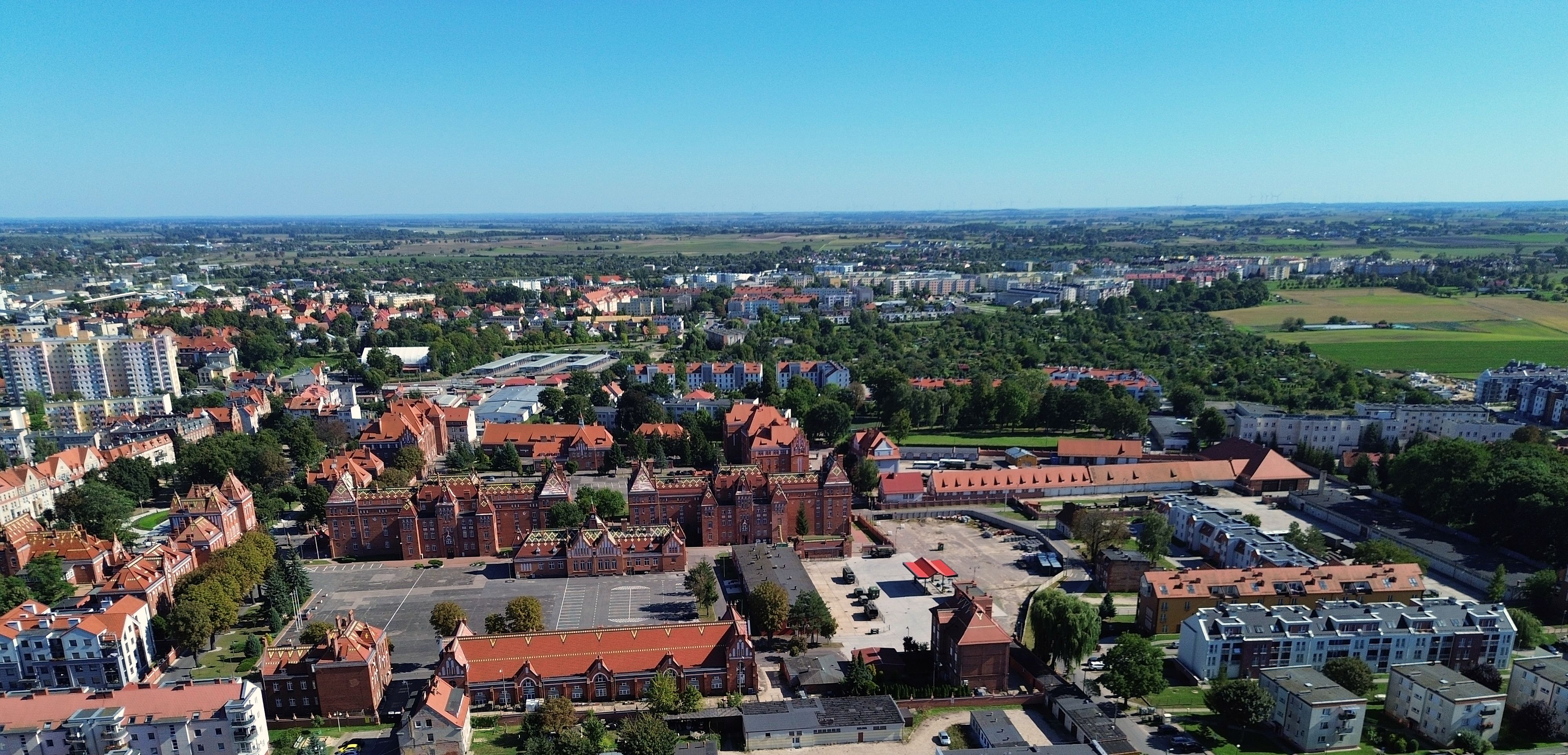
Teren jednostki wojskowej w Malborku przy ul. 17 Marca

22 Baza Lotnictwa Taktycznego im. gen. bryg. pil. Stanisława Skalskiego (22 BLT) – jednostka lotnicza szczebla taktycznego Sił Powietrznych.

## Historia
22 Baza Lotnictwa Taktycznego powstała 1 stycznia 2011 roku w na bazie 22 Bazy Lotniczej i 41 Eskadry Lotnictwa Taktycznego. Baza lotnicza została podporządkowana 1 Skrzydłu Lotnictwa Taktycznego. Głównym wyposażeniem bazy są myśliwce MiG-29.

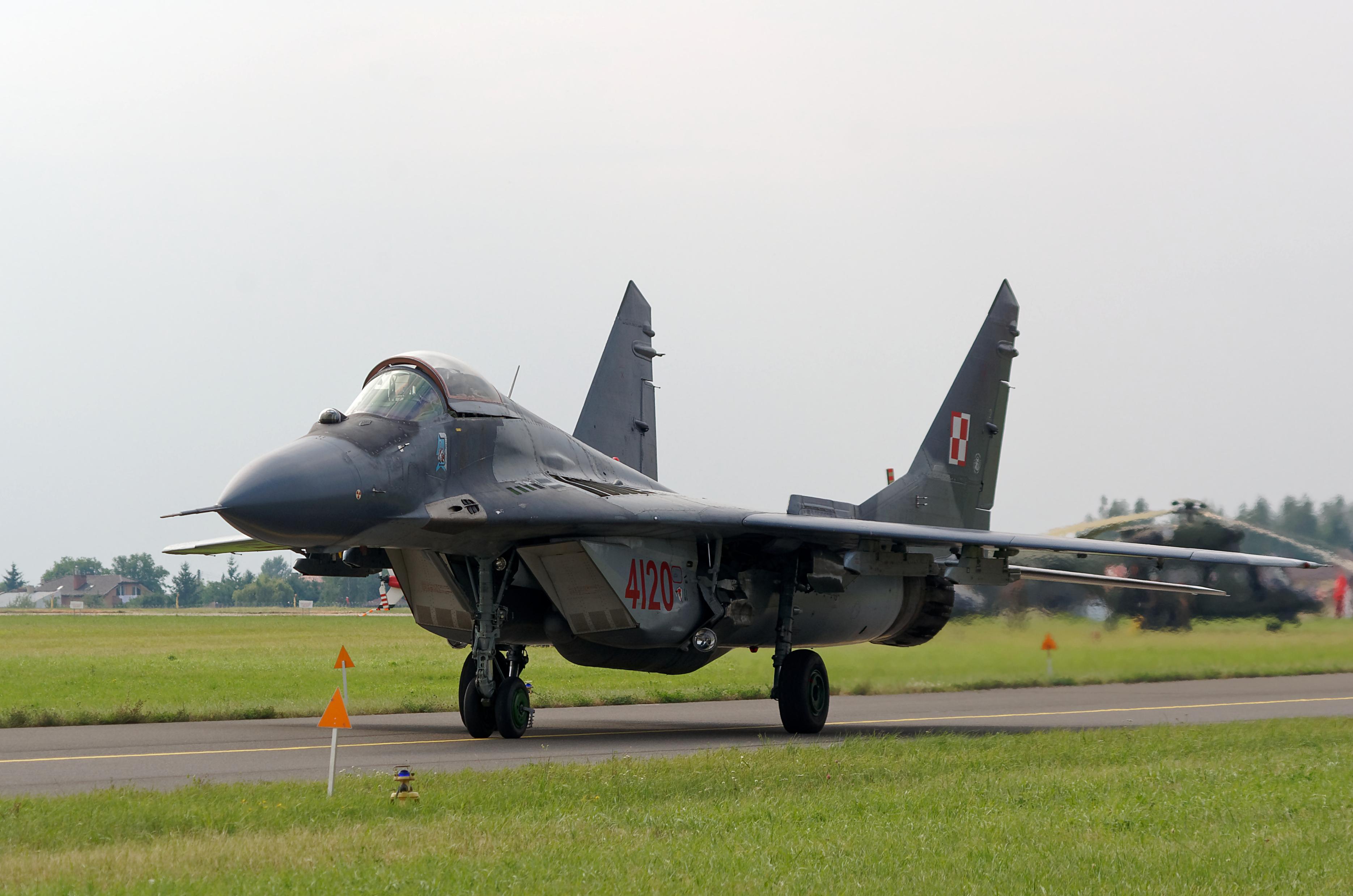
Samolot MiG-29 należący do 22 Bazy Lotnictwa Taktycznego

## Tradycje
Decyzją Ministra ON Nr 166/MON z dnia 2 maja 2011 roku baza przejęła sztandar 22 Bazy Lotniczej. Ta sama decyzja ustanowiła dzień bazy na 22 kwietnia oraz określiła jednostki, których tradycje dziedziczy baza:
- 4 eskadra lotnicza (1919)
- 4 Toruńska eskadra wywiadowcza (1920)
- 141 i 142 eskadra myśliwska 4 plot. (1928-1939)
- 306 dywizjon myśliwski Toruński" (1940)
- 1 Polska Dywizja Lotnicza (sierpień-październik 1944)
- 4 Mieszana Dywizja Lotnicza (1944-1945)
- 1 Pomorska Mieszana Dywizja Lotnicza (1945-1946)
- 1 pułk lotnictwa myśliwskiego "Warszawa" (1943-1946)
- 7 pułk lotnictwa bombowego (1950-1951)
- 45 Ruchome Warsztaty Remontu Lotniczego "PARM-5" (1952-1957)
- 9 Dywizja Lotnictwa Myśliwskiego (1952- 1967)
- 29 pułk lotnictwa myśliwskiego (1952-1969)
- 26 pułk lotnictwa myśliwskiego (1952- -1989)
- 14 batalion budowy lotnisk (1952-1999)
- 41 pułk lotnictwa myśliwskiego (1952-2000)
- 45 polowe warsztaty lotnicze (1957-1995)
- 30 ruchome warsztaty naprawy samochodów (1965-1992)
- 4 Pomorska Dywizja Lotnictwa Myśliwskiego (1967-1985)
- 13 batalion radiotechniczny (1968-1990)
- 84 batalion łączności (1968-1992)
- 26 batalion radiotechniczny (1971-1995)
- Centrum Dowodzenia Bojowego Lotnictwa Myśliwskiego Armii Lotniczej (1978-1983)
- 49 eskadra lotnicza (1979-1990)
- Centrum Dowodzenia Bojowego Lotnictwa Myśliwskiego Wojsk Lotniczych Frontu (1983-1988)
- 4 Pomorska Dywizja Lotnictwa Myśliwskiego im. gen. bryg. pil. Józefa Smagi (1985-1991)
- 14 batalion usuwania zniszczeń lotniskowych (1999-2007)
- 14 batalion remontu lotnisk (2007-2010)
- 41 eskadra lotnictwa taktycznego (2001- 2010)
- 22 Baza Lotnicza (2001-2010)

Decyzją Ministra Obrony Narodowej Nr 289/MON z dnia 8 października 2013 roku wprowadzono odznakę pamiątkową 22 Bazy Lotnictwa Taktycznego.
2 listopada 2015 roku podsekretarz stanu Maciej Jankowski, działając z upoważnienia Ministra Obrony Narodowej nadał 22 Bazie Lotnictwa Taktycznego w Malborku imię gen. bryg. pil. Stanisława Skalskiego.
Minister Obrony Narodowej Decyzja Nr 171/MON z dnia 24 października 2019 roku wprowadził oznakę rozpoznawczą 22 BLT.

Insygnia
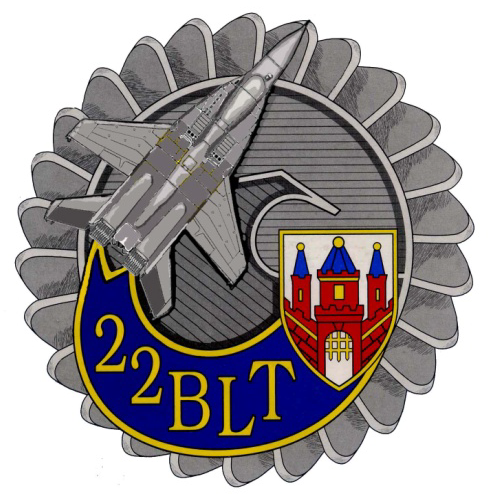
Odznaka pamiątkowa
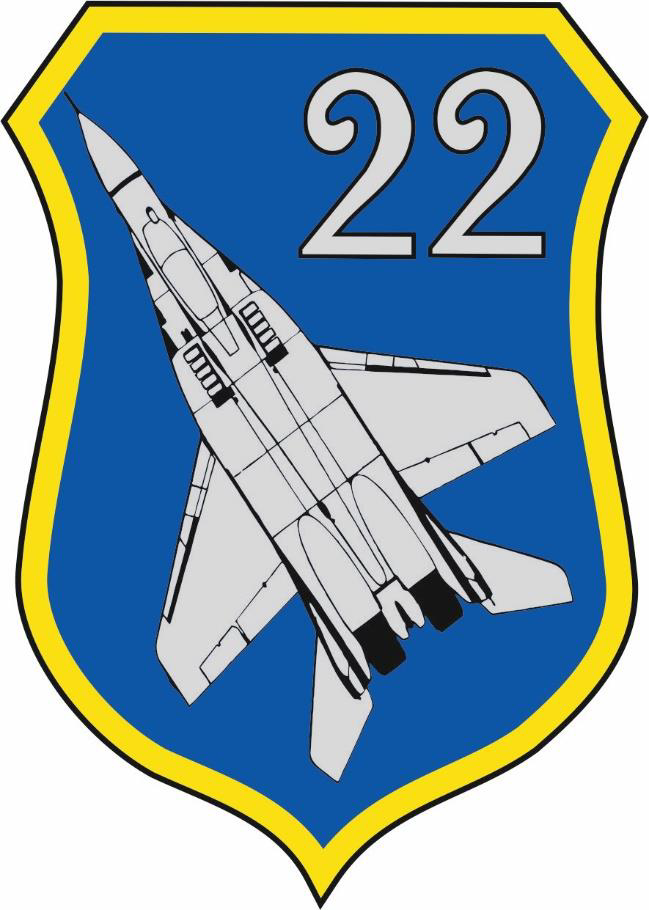
Oznaka rozpoznawcza na mundur wyjściowy
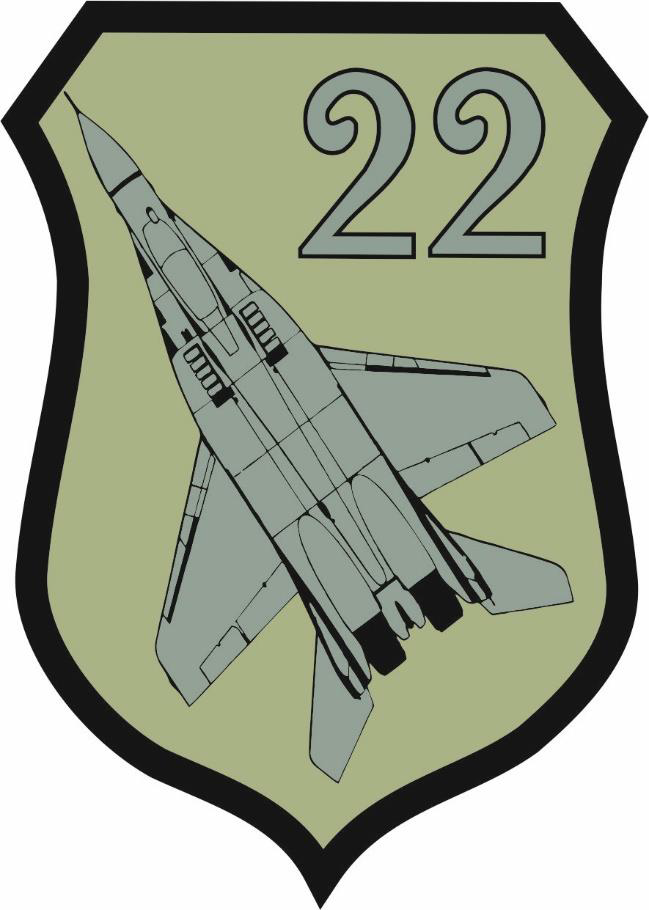
Oznaka rozpoznawcza na mundur polowy

## Dowódcy bazy
- płk dypl. pil. Robert Dziadczykowski (1 I 2011 – 19 IX 2013[5][6])
- płk pil. mgr inż. Leszek Błach (4 XI 2013 – 8 II 2017[7])
- płk pil. mgr inż. Mirosław Zima (od 8 II 2017[5] - 31 I 2022)
- płk pil. mgr inż. Mariusz Wiączkowski ( od 1 II 2022[8])